# Sukuk
Sukuk (صكوك, DMG Ṣukūk, Plural von صك / Ṣakk) ist im islamischen Finanz- und Bankwesen eine Anleihe, bei der keine Zinsen auf das angelegte Kapital gezahlt werden.  
Islamische Finanzierungsinstrumente müssen in Einklang mit den religiösen Regeln des Islam, den Rechtsquellen der Fiqh und der Sunna sowie der Schari'a stehen. Deshalb gewährt die Sukuk dem Anleihegläubiger einen Eigentumsanteil am Vermögen des Anleiheschuldners und ist daher als forderungsbesichertes Wertpapier (englisch asset securitisation) zu qualifizieren. Es gibt wegen des Zinsverbots keinen Anleihezins, sondern eine Einnahmebeteiligung an den finanzierten Vermögensteilen (etwa Miete). Mieterlöse können an Referenzzinssätze wie LIBOR gekoppelt werden. Damit unterliegt auch die Sukuk einem Zinsänderungsrisiko. Die Sukuk wurde im Februar 1988 durch die „Fiqh Academy“ der Organisation für Islamische Zusammenarbeit genehmigt und ist damit ein relativ junges Finanzinstrument.

## Beachtung des Zinsverbotes
Das islamische Recht, die Schari'a, verbietet nach verbreiteter Interpretation die Erhebung und Auszahlung von Zinsen. Muslimen ist es laut Koran (Sure 2/275) weder erlaubt, Zinsen zu verlangen, noch zu zahlen (Riba). Demnach kann ein Muslim keine verzinsten Kredite und Hypotheken in Anspruch nehmen, auch die Verzinsung von Bankguthaben ist nicht statthaft. Islamische Banken können somit keine verzinsten Kredite vergeben.
Die Scharia erlaubt jedoch die Verteilung von Gewinnen. So kaufen islamische Banken für den Emittenten beispielsweise Güter ein und geben sie später mit Gewinn an ihn weiter. Der Emittent erhält so keinen festen Zinssatz, sondern wird über sein Guthaben Teilhaber der Bank. Die Bank selbst tritt als Zwischenhändler auf und hält sich damit an das islamische Recht.

## Arten
Die Sukuk kann mit anderen islamischen Finanzierungsinstrumenten kombiniert werden, so dass diese eine Verbriefung erfahren. So gibt es 14 Sukuk-Arten, von denen insbesondere zu erwähnen sind:

### Sukuk al-murabaha
Murabaha ist ein Kauf- und Rückkaufvertrag, bei dem ein Kunde eine Sache (wie etwa Commodities) von der islamischen Bank erwerben möchte. Zu Beginn des Kaufs wird zwischen der Bank und dem Kunden ein Rückkaufpreis festgelegt. Wertsteigerungs- und Risikozuschlag sind in diesem Preis enthalten. Die islamische Bank fungiert als Zwischenhändler der Commodities.

### Sukuk al-idschara
Idschara ist ein Mietvertrag oder Mietkaufvertrag. Die Bank ist der Eigentümer eines Vermögensgegenstandes und trägt damit alle Risiken, die mit dem Eigentum zusammenhängen. Die Bank vermietet den Vermögensgegenstand zum Gebrauch und zur Nutzung zu einem bestimmten Pachtsatz und für eine bestimmte Zeit an den Kunden. Bei einem Mietkaufvertrag besteht der Unterschied darin, dass der Kunde die laufenden Pachtzahlungen als Abzahlung des Vermögensgegenstandes nach vorher festgelegtem Wert und festgelegter Nutzungsdauer verrechnen kann.

### Sukuk al-muscharaka
Muscharaka ist ein Gewinn- und Verlustvertrag. Nach den geleisteten Kapitaleinlagen erwerben die islamische Bank und der Kunde gemeinsam das Eigentum. Ein Projekt wird demnach gemeinsam finanziert.

### Sukuk al-mudaraba
Mudaraba ist eine Art der Gewinnverteilung bei stillen Beteiligungen. Eine Partei bringt für das Eigentum das Kapital auf, die andere übernimmt die Arbeit und die Geschäftsführung. Kapitalgeber ist wieder die Bank.

## Beispiel in Deutschland
In Deutschland erlangte die Sukuk erstmals Bekanntheit, als Sachsen-Anhalt im  August 2004 als erster europäischer Emittent eine gedeckte Anleihe (in Form der Sukuk-al-idschara) über 100 Millionen Euro emittierte. In diesem Anleihekonstrukt wurden schuldrechtlich die Nutzungsrechte am Immobilienvermögen des Landes Sachsen-Anhalt in eine als Zweckgesellschaft fungierende niederländische Stiftung eingebracht. (Stichting Sachsen-Anhalt Trust). Sachsen-Anhalt erhielt dafür eine einmalige Zahlung von der Stiftung, die das Vermögen gegen jährliche Mietraten an Sachsen-Anhalt zurück vermietete, das somit den Zinszahlungen einer normalen Anleihe entspricht. Alle Forderungen der niederländischen Stiftung gegen Sachsen-Anhalt waren ungesicherte und bedingungslose Verbindlichkeiten des Bundeslandes. Nach 5-jähriger Laufzeit wurde die Sukuk am 31. Juli 2009 zurückgezahlt. Am Ende der Laufzeit erwarb Sachsen-Anhalt die Nutzungsrechte durch einmalige Rückzahlung der Summe aus dem Jahr 2004 zurück. Diese Zahlung wurde an den islamischen Investor weitergeleitet. Durch strukturierte Finanzierungen konnte damit faktisch eine festverzinsliche Anleihe gebildet werden, die als solche bei der Zweckgesellschaft nach dem Prinzip der wirtschaftlichen Betrachtungsweise bilanziert werden durfte und der Struktur eines Sale-Lease-Back entsprach.

## Marktchancen in Europa
Das Zinsverbot betrifft auch Muslime in Europa, sofern sie sich streng an die Gebote des Islam halten wollen. Obwohl es ihnen in den westlichen Ländern erlaubt ist, Bankprodukte mit Zinsen abzuschließen, würden sie damit gegen islamisches Recht verstoßen. Die Alternative wäre, ihr Geld auf zinslosen Konten zu lagern oder in ihre Länder zu überweisen. Deutschland und andere europäische Länder haben das Problem erkannt. Noch sind Muslime 
mit scharia-konformen Produkten unterversorgt, aber das Angebot an Sukuks nimmt stetig zu. Zum einen würde die Nachfrage der Muslime in den westlichen Ländern gedeckt werden und zum anderen würden sich die Marktchancen der Banken erhöhen.
In Europa (vor allem in Großbritannien) sind mehrere „islamische Banken“ aktiv. In Mannheim eröffnete 2010 die „Kuveyt Türk Beteiligungsbank“; sie hatte zunächst keine Vollbanklizenz und konnte deshalb nur Geschäfte vermitteln (z. B., indem sie Kunden an ihr türkisches Mutterunternehmen vermittelte das mehrheitlich in Besitz des Kuwait Finance House ist, einem der größten Unternehmen des Emirates Kuwait). Im März 2015 erteilte die BaFin der Kuveyt Türk Bank als erstem scharia-konformem Geldinstitut Deutschlands die Vollbanklizenz.